# Запољарни
Запољарни (рус. Заполярный) насељењо је место са административним статусом града на крајњем северозападу европског дела Руске Федерације. Налази се на северозападу Мурманске области и административно припада њеном Печеншком рејону.
Према проценама националне статистичке службе за 2017. у граду је живело 15.194 становника.
На неких 12 километара западно од града налази се најдубља вештачка бушотина на свету, Кољска ултрадубока бушотина.

## Географија
Запољарни се налази у северном деу Печеншког рејона, негде на половини пута између Никеља на западу и Печенге на северу. Налази се на око 110 километара северозападно од Мурманска. Лежи на надморској висини од 116 m.

## Историја
Настанак града у најужој је вези са развојем рударства на том подручју, те се сам град развио из радничког насеља подигнутог у близини локалног рудника никла. Званичан датум сонивања града је 4. мај 1955. године. Годину дана касније новоосновано насеље добија назив Запољарни, а одлуком државних власти од 30. маја 1957. насељу је додељен административни статус радничке варошице.
Садашњи административни статус града носи од 1. фебруара 1963. године.

## Демографија
Према подацима са пописа становништва 2010. у насељу је живело 15.825 становника, док је према проценама за 2017. варошица имала 15.194 становника.
| 1939. | 1959. | 1970.  | 1979.  | 1989.  | 2002.  | 2010.  | 2017.  |
| ----- | ----- | ------ | ------ | ------ | ------ | ------ | ------ |
| ---   | 3.791 | 22.084 | 21.172 | 23.564 | 18.640 | 15.825 | 15.194 |